# Spartakusforbundet
Spartakusforbundet (tysk: Spartakusbund) var en tysk politisk bevægelse og organisation, der samlede marxister og socialister under 1. verdenskrig. Forbundet blev grundlagt i august 1914, under navnet den International gruppe, af Rosa Luxemburg, Karl Liebknecht, Clara Zetkin og andre medlemmer af Tysklands Socialdemokratiske Parti (SPD), fordi de var utilfredse med partiets officielle politik til støtte for krigen. Gruppen gik under ledelse af de karismatiske og dygtige Rosa Luxemburg og Karl Liebknecht ind for en revolutionær omvæltning af samfundet og indførelse af Proletariatets diktatur. I 1916 blev bevægelsen omdøbt til Spartakusgruppen, og i 1917 tilsluttede det sig det Uafhængige Socialdemokratiske Parti i Tyskland (USPD), som havde splittet sig fra SPD. I USPD udgjorde denne gruppe den yderste venstrefløj.
Under Novemberrevolutionen i 1918 – der brød ud over hele Tyskland i slutningen af krigen – genetablerede Spartakusgruppen sig som en landsdækkende, ikke-partisk organisation kaldet "Spartakusforbundet" med det formål at indføre en rådsrepublik, der skulle omfatte hele Tyskland. Spartakusforbundet blev efterfølgende en del af Tysklands Kommunistiske Parti (KPD), da det blev grundlagt den 30. december 1918, og ophørte på det tidspunkt med at eksistere som en separat enhed.
Forbundets navn refererede til Spartacus, lederen af en stor slaveopstand mod den Romerske Republik i 73-71 f.Kr. For spartakisterne symboliserede hans navn den igangværende modstand fra de undertrykte mod deres udbyttere og udtrykte således den marxistiske opfattelse af historisk materialisme, ifølge hvilken historien drives af klassekampe.
I artikler kaldet «Spartakusbrevene» blev 1. verdenskrig og den socialdemokratiske partiledelses tilslutning til krigsførelsen kritiseret. Derfor blev gruppen internationalt kendt som Spartakusgruppen og kaldte sig senere Spartakusforbundet.
Under Novemberrevolutionen 1918 tog Spartakusforbundet aktivt del i kampen mod kejseren og var dermed en af hovedårsagerne til, at SPD kunne indføre Weimarrepublikken. Skuffelsen over ikke at have opnået revolutionen, men i stedet at have bragt de forhadte socialdemokrater til magten, førte ved nytårsskiftet 1918/1919 til dannelse af et samlet socialistisk parti, der skulle samle de forskellige venstrerevolutionære fraktioner under et banner. Med oprettelsen af det tyske kommunistiske parti (KPD) ophørte Spartakusforbundet med at eksistere.
Spartakusforbundet udgav avisen Die Rote Fahne, der ved KPDs dannelse blev dette partis avis.

## Historie

### Baggrund
I forbindelse med den Anden Internationales kongresser i London og Stuttgart i 1907 blev det besluttet, at de europæiske arbejderpartier ville modsætte sig truslen om krig mellem de store europæiske magter. På Basel-konferencen i 1912 blev der besluttet yderligere antikrigsforanstaltninger, heriblandt at arbejderklasserne skulle "yde enhver indsats for at forhindre krigsudbruddet med de midler, de anså for mest effektive". SPD havde udtrykkeligt og gentagne gange modsat sig en imperialistisk krig i Europa, godkendt foranstaltninger imod den og annonceret dem offentligt. Under julikrisen i 1914 – der fulgte efter mordet på ærkehertug Franz Ferdinand af Østrig-Ungarn – genbekræftede partiet sin modstand mod krig i forbindelse med landsdækkende store demonstrationer af sine tilhængere.
Den 4. august 1914 – blot få dage efter 1. verdenskrig var brudt ud – stemte Rigsdagen om lån til finansiering af krigen. SPD's rigsdagsmedlemmer stemte enstemmigt for både lånene og den såkaldte Burgfriedenspolitik (dansk: "borgfredspolitiken"). Sidstnævnte var en politik, der etablerede en politisk våbenhvile mellem partierne, hvorunder en forståelse om at støtte krigslånene, ikke kritisere regeringen eller krigen, og fagforeningerne ikke ville strejke. Selv Karl Liebknecht – en udtalt antimilitarist – stemte for som følge af SPD's uskrevne regel om at opretholde partisolidaritet og enhed. Med sin godkendelse af den kejserlige regerings krigspolitik opgav SPD-rigsdagsgruppen tre programpunkter, som de havde fastholdt siden partiets grundlæggelse: proletarisk internationalisme, klassekamp og modstand mod militarisme.

### Den Internationale Gruppe
Den Internationale Gruppe (tysk: Gruppe Internationale) opstod på Rosa Luxemburgs initiativ. Umiddelbart efter afstemningen om krigslån inviterede hun sine venner – der alle var SPD-medlemmer, som var modstandere af krigen – til sin lejlighed i Berlin. Aftenmødet den 4. august 1914 blev overværet af seks gæster, som sammen med Luxemburg udgjorde kernen i det senere Spartakusforbund: Hermann Duncker, Hugo Eberlein, Julian Marchlewski, Franz Mehring, Ernst Meyer og Wilhelm Pieck. I den følgende uge sluttede en række andre sig til gruppen: Martha Arendsee, Fritz Ausländer, Heinrich Brandler, Käte Duncker, Otto Gäbel, Otto Geithner, Leo Jogiches, Karl Liebknecht, August Thalheimer og Bertha Thalheimer.
Den Internationale Gruppe så SPD's godkendelse af krigskreditterne som et forræderi mod den pan-europæiske socialdemokratis mål og især mod arbejderbevægelsens internationale solidaritet mod krigen. Den fastholdt sine førkrigsmål og afviste krigen som et imperialistisk folkemord udført af den herskende bourgeoisie, rettet mod interesserne for Europas folk og proletariatet.

Tanken om en udtræden af SPD – som nogle medlemmer af Den Internationale Gruppe overvejede – blev hurtigt forkastet, da det forventedes, at regeringen snart ville forbyde SPD's aktiviteter, og at SPD-flertallet da ville opgive den politiske våbenhvile. Det blev besluttet at organisere kampen mod krigen inden for SPD, herunder at overbevise SPD-flertallet om at afvise yderligere krigslån og at genoprette international solidaritet med andre europæiske arbejderpartier.
Gruppens første skridt var at sende 300 telegrammer til SPD-medlemmer, hvori de opfordrede dem til offentligt at afvise SPD-rigsdagsfraktionens resolution af 4. august. Kun Clara Zetkin svarede straks og uforbeholdent bekræftende. Blandt SPD's lokale grupper var de i Berlin-Charlottenburg og Berlin-Mariendorf i begyndelsen de eneste, der erklærede deres støtte til appellen. Den 30. oktober 1914 distancerede Den Internationale Gruppe sig offentligt fra SPD-ledelsen, som tidligere havde kritiseret den Anden Internationale i den schweiziske avis Berner Tagwacht. Fra dette tidspunkt var gruppens medlemmer under politiovervågning, og kort efter blev nogle arresteret og fængslet.
Den 2. december 1914 var Karl Liebknecht den første – og i begyndelsen eneste – SPD-medlem i Rigsdagen, der stemte imod forlængelsen af krigslånene. I januar 1915 udtalte Otto Rühle og en række andre sig mod krigen og partiflertallets bekræftelse af krigen inden for SPD's rigsdagsgruppe.
I marts 1915 udgav gruppen et tidsskrift under navnet Internationale, som kun udkom én gang og straks blev konfiskeret af politiet.

## Ledende medlemmer
- Leo Jogiches
- Paul Levi
- Karl Liebknecht
- Rosa Luxemburg
- Julian Marchlewski
- Ernst Meyer
- Franz Mehring
- Wilhelm Pieck
- August Thalheimer
- Bertha Thalheimer
- Clara Zetkin

## Eksterne links
- Vort program og den politiske situation, af Rosa Luxemburg, december 1918